# Bulgarische Eishockeyliga 1955/56
Die Saison 1955/56 war die fünfte Spielzeit der bulgarischen Eishockeyliga, der höchsten bulgarischen Eishockeyspielklasse. Meister wurde zum insgesamt zweiten Mal in der Vereinsgeschichte Cherveno zname Sofia.

## Modus
Der Erstplatzierte der Hauptrunde wurde Meister.

## Hauptrunde
|    | Klub                   |
| -- | ---------------------- |
| 1. | Tscherweno sname Sofia |
| 2. | Akademik Sofia         |
| 3. | HK Dinamo Sofia        |
| 4. | Torpedo Sofia          |
| 5. | ZDNA Sofia             |
| 6. | Dunaw Russe            |
| 7. | Septemwri Sofia        |
| 8. | Spartak Sofia          |

Sp = Spiele, S = Siege, U = unentschieden, N = Niederlagen, OTS = Overtime-Siege, OTN = Overtime-Niederlage, SOS = Penalty-Siege, SON = Penalty-Niederlage